# Носатая энгидрина
Носатая энгидрина (Enhydrina schistosa) — вид сильно ядовитых морских змей, в основном распространённый в тропической части Индо-Тихоокеанского региона. На долю представителей этого вида относится более 50 % всех укусов, вызванных морскими змеями, а также большинство случаев интоксикации ядом и смертельных исходов от укусов.

## Описание
Головная часть больше вытянута в ширину, фронтальная часть более широкая и короче, чем теменная; носовая часть соединена с двумя передними губными зубами, иногда частично разделена; один или два глазных зуба; временные зубы I-3; седьмой или восьмой верхние передние, четвёртый или третий и четвёртый глазной зубы, — последние иногда разделены, передние на нижней челюсти менее выражены и раздельные.
Как правило, эти змеи имеют равномерный окрас тёмно-серого оттенка сверху, сбоку и беловатые в нижней части. Молодые экземпляры оливкового цвета или серые с поперечными полосами, широкими в средней части. Длина головы и тела составляет 111 см, хвоста 19 см.

## Распространение
Найдены в Аравийском море и Персидском заливе (от Омана), к югу от Сейшельских островов и Мадагаскара, морях Южной Азии (Пакистане, Индии и Бангладеш), Юго-Восточной Азии (Мьянма, Таиланд, Вьетнам) и в Австралии (Северная территория и Квинсленд) и Новой Гвинее.

## Обитание и поведение
Эти змеи водятся, как правило, на побережье и прибрежных островах Индии. Они являются одним из наиболее распространённых среди 20 видов морских змей, обнаруженных в этом регионе.
Активны как днём, так и ночью. Способны погружаться на глубины до 100 метров и оставаться под водой в течение максимум 5 часов, затем всплывают на поверхность. Как и другие морские змеи они имеют железы, устраняющие избыток соли. Являются ядовитыми змеями и очень агрессивны, за что охарактеризованы некоторыми герпетологами как «дикие и сварливые». По оценкам, достаточно около 1,5 миллиграмма яда этих змей для летального исхода.
Основной их пищей является рыба. Мясо этих змей используется в пищу местными жителями и рыбаками в Гонконге и Сингапуре.

## Яд
Яд представителей этого вида состоит из сильнодействующих нейротоксинов и миотоксинов. Этот вид широко распространён и ответственен за высокую смертность от укусов морских змей. Значение ЛД50 составляет 0,1125 мг/кг и установлено токсикологическими исследованиями. Средняя доза яда при укусе 7,9—9,0 мг, тогда как смертельная для человека доза составляет 1,5 мг. Противоядия от укусов всех морских змей созданы с использованием яда представителей этого вида.